# Джъстин Бийбър: Никога не казвай никога
„Джъстин Бийбър: Никога не казвай никога“ (на английски: Justin Bieber: Never Say Never) е американски концертен филм от 2011 г., който се центрира върху канадския певец Джъстин Бийбър.
Пуснат е в Съединените щати на 11 февруари 2011 г. и печели 99 млн. щ.д. срещу производствен бюджет от 13 млн. щ.д. Продължението е пуснато на 25 декември 2013 г., озаглавено „Джъстин Бийбър: Вярвай“ (2013).